# کارت کاوند

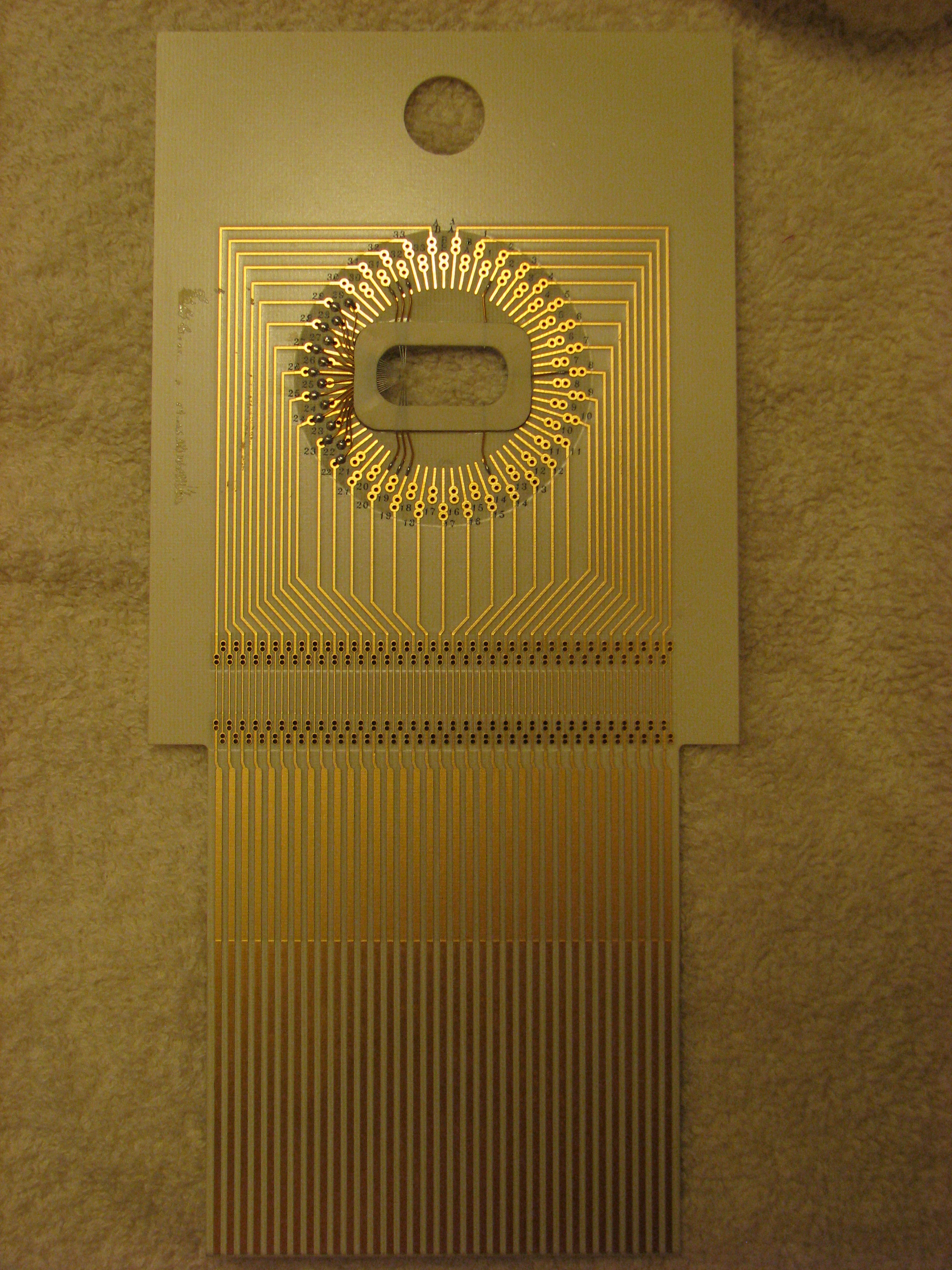

کارت کاوند یا کارت پروب (به انگلیسی: Probe card) یک رابط بین یک سامانه آزمایش الکترونیکی و یک ویفر نیم‌رسانا است. معمولاً کارت کاوند به صورت مکانیکی به یک کاونده لنگرانداخته می‌شود و به صورت الکتریکی به یک آزمایشگر متصل می‌شود. هدف آن فراهم کردن یک مسیر الکتریکی بین سامانه آزمون و مدارهای روی ویفر است، در نتیجه امکان آزمایش و اعتبارسنجی مدارها در سطح ویفر، معمولاً قبل از بُرش و بسته‌بندی آنها فراهم می‌شود. معمولاً از یک برد مدار چاپی (PCB) و نوعی از دِرایه‌های تماسی، معمولاً فلزی، اما احتمالاً از مواد دیگر نیز تشکیل شده‌است.